# 鳥居久美子
鳥居 久美子（とりい くみこ、12月15日 - ）は日本の女優、ダンサーである。
愛知県豊橋市出身。

## 人物
身長170cm、血液型はA型。
家族は父、母、弟、犬。

## 略歴
愛知県豊橋市育ち。生まれは静岡県浜松市。
豊橋市にてダンス、歌のレッスンに励む。
愛知県立豊橋西高等学校、東邦学園短期大学（商経科秘書専攻）を卒業後、コニカミノルタホールディングス株式会社に秘書として入社。就職後も様々な舞台に出演。
オーディション合格を機に退社し上京。

## 出演作品・番組

### PV
- ELT持田香織ソロシングル「めぐみ」（メナード化粧品CMソング） - PVダンサー

### CM
- NEC（玉木宏主演）
- ユーキャン（貫地谷しほり、蒼井優主演） - サブキャスト
- LION バファリン（小雪主演）
- サントリー DAKARA（天海祐希主演）
- KIRIN 生しぼり（山口智充、香椎由宇主演）
- 資生堂

### TV
- ザ!世界仰天ニュース（日本テレビ）
- 踊る!さんま御殿（日本テレビ）
- 行列のできる法律相談所（日本テレビ）
- シアワセ結婚相談所（日本テレビ）
- 月曜サプライズ（日本テレビ）
- 帰ってきたベタドラマ（BeeTV）（U字工事主演）
- 情報番組「土曜BangBang!」連続テレビドラマ（千葉テレビ）
- インターネットテレビ（ニコニコ生放送）
- インターネットテレビ（Ustream）

### 舞台
- 日本音楽舞踊会議50周年記念 - ゲストダンサー
- 東芝府中事業所70周年記念演奏会〜（府中の森芸術劇場 どりーむホール） - ゲストダンサー
- Japan Gospel Choirs Fellowship7（調布グリーンホール） - ダンサー出演
- 交響楽団アンサンブル・ダ・カーポ　定期演奏会 - ゲストダンサー
- ミュージカル「赤毛のアン」（東京国際フォーラム公演） - アンの友人：エミリー 役（元宝塚トップスター瀬戸内美八主演）
- ミュージカル「そして森は生きている」(横須賀米軍基地公園、川崎公演） - 秘書 役 兼ダンサー（元宝塚凜華せら主演）
- ミュージカル「そして森は生きている」（川崎公演） - ダンサー（元宝塚凜華せら主演）
- 舞台「踊るやくざ!最終章I」（麻布十番公演） - レビューバーのママナオミ 役
- ショー「DEPARTURES」 - セレブダンサー役
- 日劇ダンシングチーム2006<ビギン・ザ・ビギン>（新宿コマ劇場）（真島茂樹、藤村俊二出演）
- 内閣府NPO法人主催チャリティフェスティバル ディナーショー（神戸） ※宮家御出席

その他ミュージカル、ゲストダンサー、ショー多数出演
　

### 映画
- セーラー刑事シリーズ - 悪役女ボス：ミオ 役

### レポーター
- 情報番組「土曜BangBang!」（千葉テレビ）

### その他
- パンフレット（NEC 春モデルPC）
- iPhoneアプリ（スマートフォンガールズ）